# Jan Such (filozof)
Jan Such (ur. 2 stycznia 1931 w Orzechówku, zm. 23 lutego 2024) – polski filozof, metodolog nauki, profesor zwyczajny, wieloletni dyrektor Instytutu Filozofii Uniwersytetu im. Adama Mickiewicza w Poznaniu oraz kierownik Zakładu Filozofii Nauki.

## Życiorys
Jako dziewięcioletni chłopiec, podczas okupacji niemieckiej, został wysiedlony wraz z rodziną do Uhrynowa (obecnie na terenie Ukrainy, tuż za granicami Polski), gdzie kontynuował naukę w szkole podstawowej i najmował się do prac sezonowych wraz ze starszym rodzeństwem. Ojciec zatrudniony był w dużej polskiej posiadłości ziemskiej w charakterze mechanika maszyn i urządzeń rolniczych. W 1943 r. z powodu napadów UPA rodzina zmuszona była opuścić to miejsce, osiedlając się w Brzesku (k/Tarnowa). Po wyzwoleniu Brzeska ukończył szkołę podstawową i pierwszą klasę gimnazjum. Po wojnie rodzina osiedliła się na Ziemiach Zachodnich w Szonowie, woj. opolskie. W pobliskim miasteczku, Głogówku, ukończył w 1950 r. Liceum Pedagogiczne. 

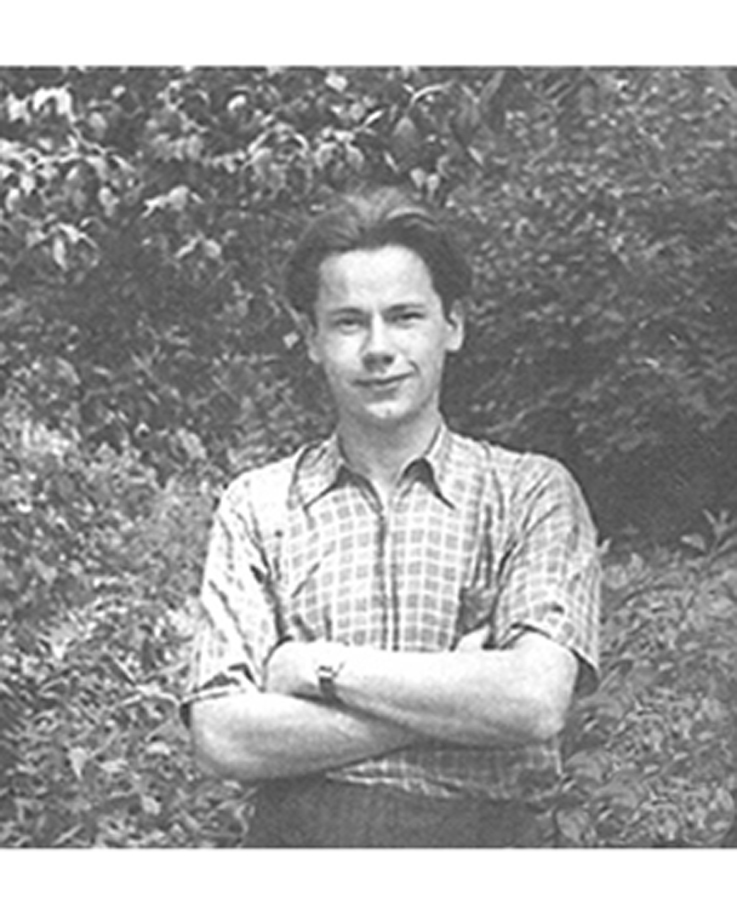
Jan Such przed maturą

Po maturze zamierzał studiować filozofię na Uniwersytecie Warszawskim, co okazało się niemożliwe, gdyż magisterskie studia filozoficzne były przewidziane dopiero po ukończeniu trzyletnich studiów dziennikarskich. W tym czasie odbywał się nabór na studia różnych kierunków, w tym także filozofii, do Rosji (Związku Radzieckiego). Zgłosił się zatem na studia filozoficzne (mimo zdanego egzaminu wstępnego na dziennikarstwo) i wyjechał do Petersburga (ówczesnego Leningradu), gdzie jednocześnie uczęszczał na wykłady z fizyki. W 1955 r. otrzymał stopień magistra na podstawie pracy na temat poglądów filozoficznych i metodologicznych Einsteina, związanych ze szczególną teorią względności. W tymże roku został asystentem na Uniwersytecie Warszawskim w wieku 24 lat. Studia doktorskie odbył na Uniwersytecie Łomonosowa w Moskwie zakończone w 1961 r. doktoratem O metodzie badania i poglądach filozoficznych Einsteina w związku z ogólną teorią względności.
Po doktoracie, mimo że w Warszawie miał etat adiunkta, w 1961 r. przybył do Poznania z dość prozaicznej przyczyny, gdyż tu mógł otrzymać od razu mieszkanie, na które w Warszawie musiałby czekać jeszcze 8 lat (a już czekał 4). Jednocześnie dowiedział się, że w Poznaniu brakuje filozofów przyrody. Była tu wtedy tylko Katedra Historii Filozofii na Wydziale Filozoficzno-Historycznym, która mieściła się w budynku obecnego Collegium Minus. Pracowało w niej niewiele osób. Stosunki w Katedrze były raczej familiarne, wszyscy się dobrze znali i przyjaźnili. Cała filozofia mieściła się w trzech salkach nad gabinetem rektora, z których jedną większą zajmowali wszyscy pracownicy (dwaj adiunkci, tj. dr Jan Such i mgr Mieczysław Jarosz oraz asystenci piszący doktoraty), w drugiej, mniejszej, był gabinet kierownika katedry (dra Stefana Kaczmarka), a w trzeciej odbywały się zajęcia z filozofii. Przychodzili tam studenci z Wydziału (Filozoficzno-Historycznego) oraz z rozmaitych kierunków uniwersyteckich.

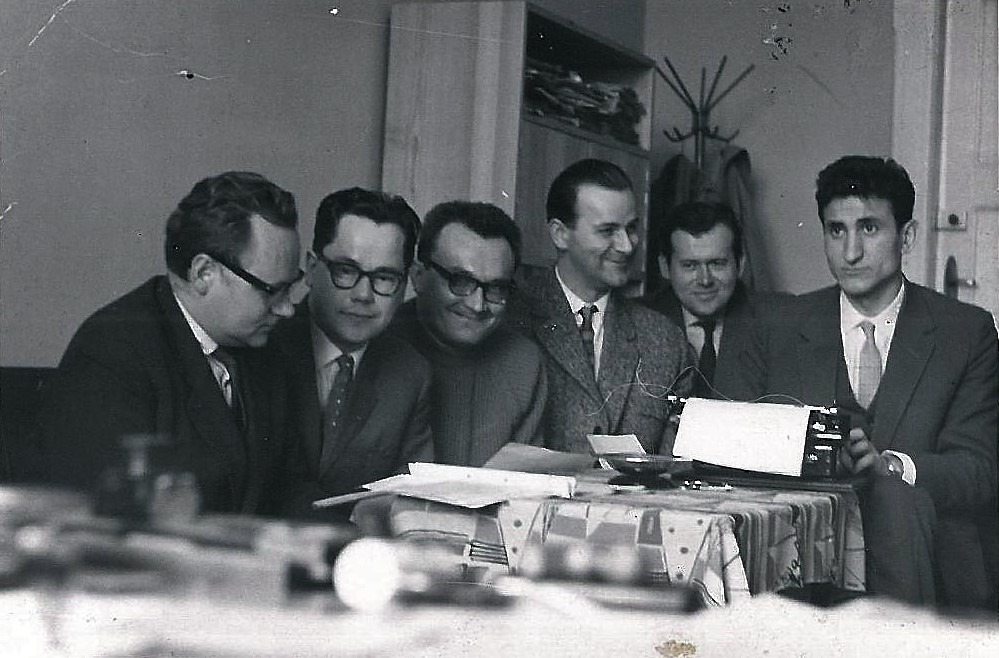
Jan Such (drugi z lewej) wraz z innymi pracownikami Katedry Historii Filozofii UAM, 1964.

W 1970 roku powstał Instytut Filozofii UAM, z połączenia Katedry Filozofii oraz Katedry Logiki, w którym już jako doktor habilitowany i docent (habilitacja uzyskana w r. 1968 na podstawie rozprawy O uniwersalności praw nauki) został zastępcą dyrektora. Na tym stanowisku pozostał przez 9 lat, a następnie został dyrektorem Instytutu Filozofii i pełnił tę funkcję przez 20 lat. W tym czasie uzyskał dwa tytuły profesorskie: w 1977 tytuł profesora nadzwyczajnego, a w roku 1989 tytuł profesora zwyczajnego. W latach 1970 -2001 kierował ponadto Zakładem Filozofii Nauki. Poza tym był kierownikiem szeregu programów badawczych finansowanych przez KBN. Z Uniwersytetem Poznańskim związany jest 55 lat, czyli prawie całe życie zawodowe.
Filozofię uważał od zawsze za najważniejszą dziedzinę wiedzy; dziedzinę, która integruje wiedzę o człowieku, o jego życiu i otoczeniu, opierając się oczywiście na naukach szczegółowych. Żadna inna dyscyplina nauki nie wypełniłaby tak dogłębnie jego pasji badawczych i potrzeby poznawania, jak właśnie filozofia. Zaszczepiał tę pasję swoim studentom i doktorantom. Wypromował wielu znanych filozofów Uniwersytetu Poznańskiego i nie tylko. Zawsze lubił dydaktykę oraz kształcenie młodych naukowców. Ogółem wypromował 26 doktorów oraz ponad 100 magistrów.
W młodości nastawienie życiowe Jana Sucha znajdowało wyraz w przekonaniu, że człowiek jest przede wszystkim istotą poznającą, czyli homo epistemicus oraz że wszyscy ludzie mają podobne dążenia, jak on, który zawsze chciał wiedzieć możliwie jak najwięcej. Nie brał pod uwagę tego, że ludzie mają na ogół bardziej praktyczne nastawienie na produkcję i osiąganie dóbr materialnych. Filozofia pozwalała mu odsuwać tę prozę życia i zaspokajać jego pęd do wiedzy. I w tym właśnie widział sens uprawiania filozofii.

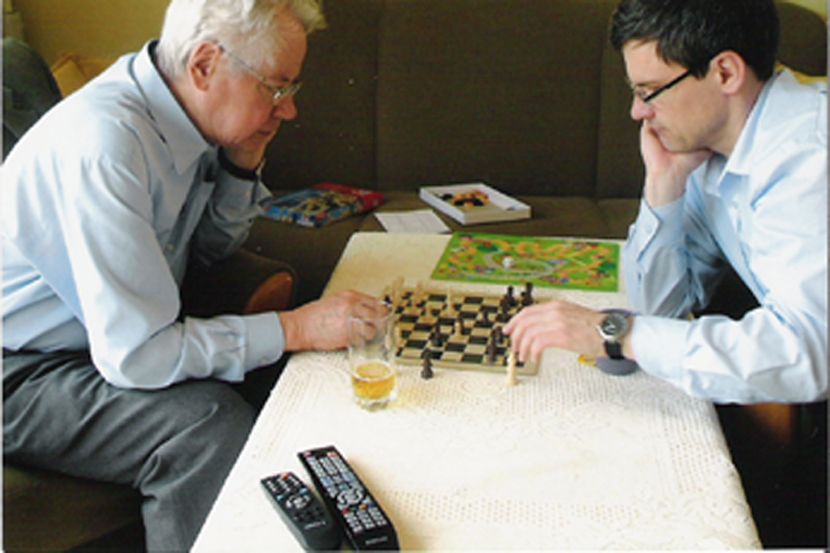
Jan Such z synem – Januszem

Największą jego pasją – poza filozofią – jest muzyka, głównie klasyczna, a z muzyki rozrywkowej najbardziej lubi piosenki słowiańskie, włoskie i francuskie. Ponadto bardzo lubi szachy (często grywał z synem) oraz zwiedzanie zabytków, a nade wszystko obcowanie z piękną przyrodą. Na łonie natury udawało się mu nieco odetchnąć i przemyśleć rozmaite sprawy, także te z zakresu filozofii. Przyroda zawsze go inspirowała i to nie dlatego, że zajmował się filozofią przyrody oraz filozofią nauk przyrodniczych.

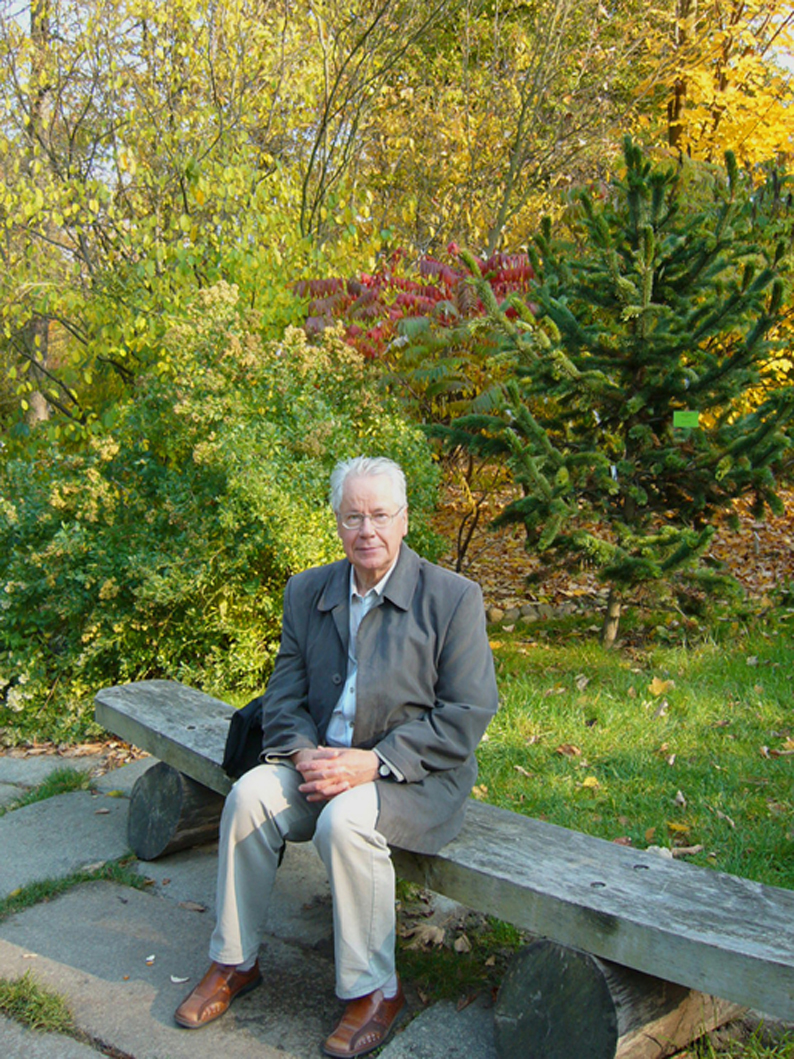
Jan Such (2009)

Miał żonę Iwonę (dr filozofii) oraz dwoje dzieci z pierwszego małżeństwa, syna – Janusza (1961) i córkę – Marzennę (1964) (oboje są informatykami) oraz wnuka – Jakuba (2000), który też jest informatykiem.

## Prace filozoficzne
Zainteresowania badawcze prof. Jana Sucha zmieniały się. Najpierw skupił się na metodologii oraz na filozofii nauki. Trzeba pamiętać, że filozofia poznańska koncentrowała się wtedy wokół tych zagadnień. (Poznańska Szkoła Metodologiczna znana jest nie tylko w kraju, ale i poza granicami). Refleksji epistemologicznej i metodologicznej nad naukami towarzyszą rozważania ontologiczne. Profesor Such z jednej strony analizuje założenia, status i struktury teorii naukowych, z drugiej wyprowadza konsekwencje filozoficzne z treści przedmiotowych tych teorii oraz z wyników najnowszych badań nauk przyrodniczych. Na podkreślenie zasługuje zwłaszcza Jego zainteresowanie teoriami względności oraz zagadnieniami Wielkiego Wybuchu. Filozoficznym problemom teorii względności poświęcona była rozprawa doktorska J. Sucha. A prace Alberta Einsteina należą do Jego ulubionych lektur. Z kolei penetracje współczesnych odkryć kosmologicznych i astrofizycznych zaowocowały wieloma pracami omawiającymi problemy rozwoju kosmosu, początku wszechświata, struktury materii, czasu. Profesor Such jest jednym z nielicznych filozofów w Polsce i Europie, który twórczo rozwija ontologię filozoficzną.
Przez kilkanaście lat wykładał ontologię i filozofię nauki. Jednak z czasem powrócił do pierwotnego zainteresowania, to jest do filozofii fizyki, a dokładniej mówiąc – filozofii kosmologii. Filozof i znawca fizyki dokonuje refleksji nad specyficznymi cechami procedur badawczych i rezultatów nauk fizycznych i uogólnia wyniki swoich refleksji na inne nauki. Fizyka służy mu za naukę modelową, wzór, z którym porównuje inne nauki. Z uwagi na dojrzałość teoretyczną i eksperymentalną tej nauki refleksja nad nią pozwala na wyprowadzenie wniosków śmielszych i dalej idących niż mogło to by mieć miejsce przy namyśle nad innymi naukami. Śledząc rozwój fizyki można domniemywać, w jakim kierunku pójdzie rozwój innych nauk, a analizując jej metody badań można wnioskować, jakie metody są płodne naukowo.
Właściwie przez cały czas uprawiania filozofii nauki i metodologii nauk był wierny kosmologii, dużo wciąż czytał na ten temat, śledził wszelkie nowości w tej dziedzinie, tym bardziej przecież, że od początku wykładał ontologię. Problematyka ontologiczna w pracach Jana Sucha pojawia się wyraźnie jako efekt jego zainteresowania fizyką. Po pierwsze, jest to zainteresowanie szczególną i ogólną teorią względności, następnie fizyką mikroświata, a ostatnio głównie kosmologią. Profesor zaproponował ciekawe ujęcie problemów nieskończoności i nieograniczoności świata, wyróżniając ich przestrzenne, genetyczne i materialne aspekty. Podjął także filozoficzną interpretację najnowszych koncepcji kosmologicznych.
- W rozprawie habilitacyjnej O uniwersalności praw nauki (1968) opracował definicję tych twierdzeń naukowych, którym nadaje się wysoką rangę praw nauki. Pozwoliło to wyraźnie odróżnić prawa nauki od tzw. generalizacji historycznych, które stanowią drugi rodzaj twierdzeń ogólnych, a które występują nie tylko w historii, lecz także w kosmologii oraz wielu innych naukach.

- W pracy Problemy weryfikacji wiedzy (1975) wyróżnił i dokładnie przeanalizował 4 rodzaje uzasadniania wiedzy naukowej: weryfikację, konfirmację, dyskonfirmację oraz falsyfikację, szczególnie koncentrując się na zaniedbanej nie tylko w literaturze polskiej, lecz także światowej problematyce dyskonfirmacji.

- W monografii Czy istnieje experimentum crucis? (1975) opracował koncepcję sytuacji rozstrzygającej, która stanowiła nowe ujęcie kwestii istnienia tzw. eksperymentów rozstrzygających, doniosłych zwłaszcza dla fizyki i jej metodologii. Tak nazwał sytuację w nauce, która rozstrzyga o losach konkurujących ze sobą w danym czasie teorii naukowych. Jej przewaga nad klasyczną koncepcją eksperymentu rozstrzygającego (experimentum crucis) polega na wykazaniu, że jeden eksperyment nigdy nie jest w stanie obalić żadnej teorii, lecz dokonuje tego zespół eksperymentów o dużej mocy rozstrzygania, w połączeniu z szeregiem teorii konkurujących ze sobą. Sytuacja rozstrzygająca dysponuje znacznie większą mocą rozstrzygania niż jeden eksperyment i zachodzi w nauce wówczas, gdy niemożliwa jest taka interpretacja wszystkich uwzględnionych przez nią eksperymentów, która byłaby zgodna z więcej niż jedną z dotąd opracowanych teorii, mających wyjaśnić badane zjawisko.

- W studium Rodzaje determinacji a rozwój nauki (1992) prezentuje dwa odrębne modele rozwoju nauki: jeden dla nauk społeczno-humanistycznych, a drugi dla nauk matematyczno-przyrodniczo-technicznych. Konieczność wyodrębnienia dwóch modeli wynika m.in. z faktu, że rozwój nauk społeczno-humanistycznych jest sprzężony głównie z innymi sferami życia społecznego (struktura społeczna, polityka, ideologia), niż rozwój nauk matematyczno-przyrodniczo-technicznych (technika, gospodarka, obronność).

- Ostatnią książką profesora jest praca pt. Multiformity of Science (2004), wydana w Holandii i Stanach Zjednoczonych. Zawiera ona spojrzenie na naukę ujmowaną w jej całokształcie. Szereg (około 30) artykułów poświęcił on szczegółowej analizie zastosowań metody idealizacji w dawnej i współczesnej fizyce. Metoda ta była stosowana już w starożytnej fizyce (Archimedes) oraz starożytnej astronomii (Ptolemeusz, Eratostenes). W fizyce i astronomii nowożytnej stosowali ją na wielką skalę Mikołaj Kopernik, Galileusz i Izaak Newton oraz ich następcy. Natomiast w fizyce współczesnej (ujmowanej szeroko, łącznie z astronomią i kosmologią) – Einstein oraz inni twórcy fizyki relatywistycznej i fizyki kwantowej. Potwierdza to jedną z głównych idei Poznańskiej Szkoły Metodologicznej, że metoda idealizacji jest podstawową metodą badawczą stosowaną przez wszystkie rozwinięte nauki, zarówno społeczno-humanistyczne, jak też nauki matematyczno-przyrodnicze i techniczne. W tym świetle metoda indukcji okazuje się metodą wstępną nauk w początkowych stadiach ich rozwoju.

- W ostatnich latach swej pracy zawodowej Such zajmował się głównie kosmologią, która stanowi rozszerzenie fizyki na cały (dostępny) Wszechświat (megafizyka). Urzekającą cechą współczesnej kosmologii jest okoliczność, że jest ona określana trójczłonowo: jako nauka o strukturze, ewolucji oraz o pochodzeniu Wszechświata. Stara się ona bowiem w sposób naukowy rozstrzygnąć te zagadnienia, dotyczące Wszechświata, które dotąd podejmowała najwcześniej mitologia, potem religia, jeszcze później filozofia. Naczelnym z nich jest pytanie, czy świat istniał zawsze (jest wieczny), czy też miał swój początek, tzn. powstał w pewnym momencie. W filozofii problem ten formułuje się – za Arystotelesem i Leibnizem – jako pytanie: Dlaczego istnieje raczej coś, niż nic. Według wielu współczesnych filozofów oraz kosmologów, kwestia ta na obecnym etapie sytuuje się na pograniczu kosmologii i filozofii i, jako taka, powinna być ujmowana i rozstrzygana wspólnym wysiłkiem obu tych dziedzin. Jeden z uczniów Sucha pisze: Źródło mocy filozoficznej Jana Sucha tkwi, jak sądzę, w jego fascynacji przyrodoznawstwem, a zwłaszcza współczesną fizyką i kosmologią. I nie może tego przesłonić olbrzymia erudycja filozoficzna Profesora. Można powiedzieć, że jego sposób filozofowania to oświeceniowe przesłanie szerzenia wiedzy i kształtowania systemu filozoficznego z tą wiedzą niewątpliwie niesprzecznego, a nawet z niej się wywodzącego[5].

## Ważniejsze staże naukowe oraz konferencje

### Staże naukowe
- Ruhr Uniwersität in Bochum, 1984,
- London School of Economics and Political Science, 1987,
- Hebrew University in Jeruzalem, 1994.

### Konferencje
Uczestniczył aktywnie w licznych kongresach i konferencjach krajowych i zagranicznych, w tym w trzech Światowych Kongresach Filozofii: w Warnie, Montrealu i Bostonie oraz dwóch Światowych Kongresach Logiki i Metodologii Nauk: we Florencji i w Moskwie.

## Działalność organizacyjna

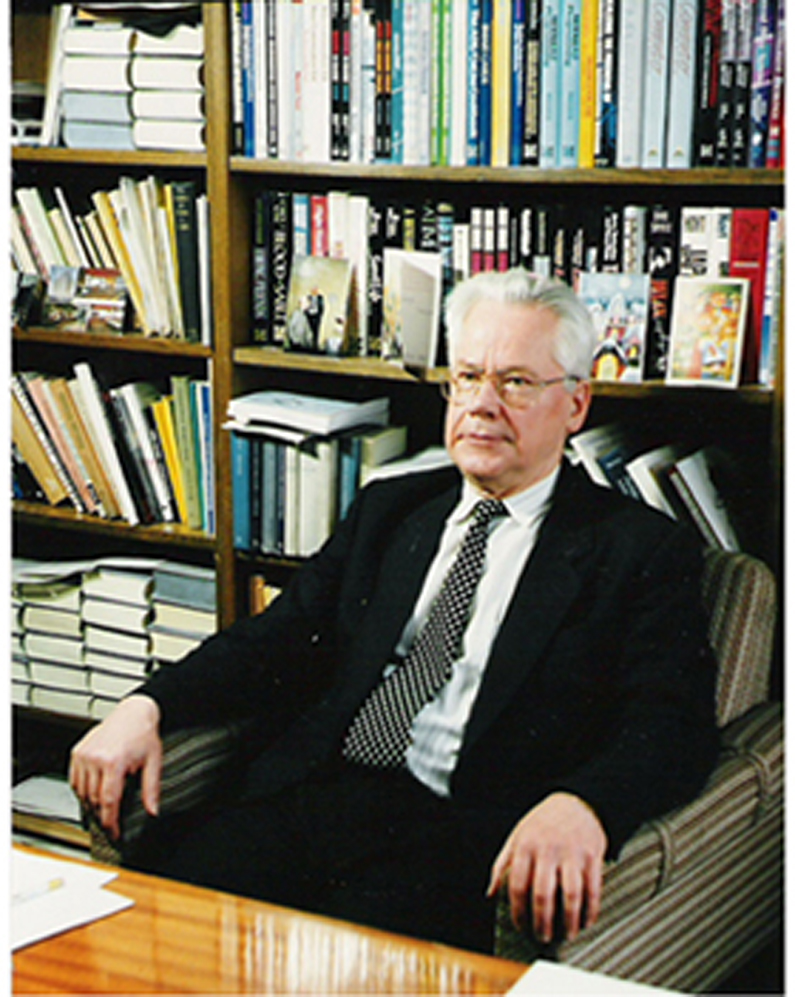
J. Such jako dyrektor

### Działalność organizacyjna w UAM
- 1970-1979 – wicedyrektor Instytutu Filozofii;
- 1970-2001 – kierownik Zakładu Filozofii Nauki w Instytucie Filozofii;
- 1979-1999 dyrektor Instytutu Filozofii;
- 1989-2013 – członek Rady Naukowej Wydawnictwa Naukowego Instytutu Filozofii.

### Działalność organizacyjna poza uczelnią
- 1975-2000 członek Komitetu Nauk Filozoficznych PAN;
- 1994-1996 członek Sekcji Filozofii KBN;
- 1996-1997 przewodniczący Sekcji Filozofii KBN;
- członek Rady Wydawniczej serii monografii „Poznań Studies in the Philosophy of the Sciences and the Humanities” publikowanych przez Wydawnictwo Rodopi, Amsterdam – New York;
- członek Rady Wydawniczej „Studiów Metodologicznych”;
- członek Rady Wydawniczej „Poznańskich Studiów z Filozofii Nauki”;
- 1998-2012 jeden z dyrektorów kursu naukowego w Inter-University Centre w Dubrowniku na temat: „Die Identität Europas in der gegenwärtigen Welt”;
- członek trzech międzynarodowych towarzystw naukowych: International Hegel-Gesellschaft, International Leibniz-Gesellschaft oraz International Schelling-Gesellschaft;
- członek Polskiego Towarzystwa Filozoficznego.

## Odznaczenia i wyróżnienia
- Krzyż Kawalerski Orderu Odrodzenia Polski,
- Złoty Krzyż Zasługi,
- Medal Komisji Edukacji Narodowej,
- Medal za Zasługi dla Obronności Kraju,
- Medal Optime Meritis de Philosophia za szczególne osiągnięcia filozoficzne na Jubileuszowym 10 Ogólnopolskim Zjeździe Filozoficznym w Poznaniu, w 2015 r.,
- Nagroda Ministra III stopnia za monografię O uniwersalności praw nauki w 1973 roku,
- Nagroda Ministra II stopnia za monografię Czy istnieje experimentum crucis? w 1976 r.,
- Nagroda Ministra za monografię Dialektyczne wizje świata w 1993 r.,
- Nagroda Ministra za monografię Multiformity of Science w 2005 r.,
- Dwie Nagrody Ministra za osiągnięcia dydaktyczno-naukowe oraz organizacyjne na terenie nauki.

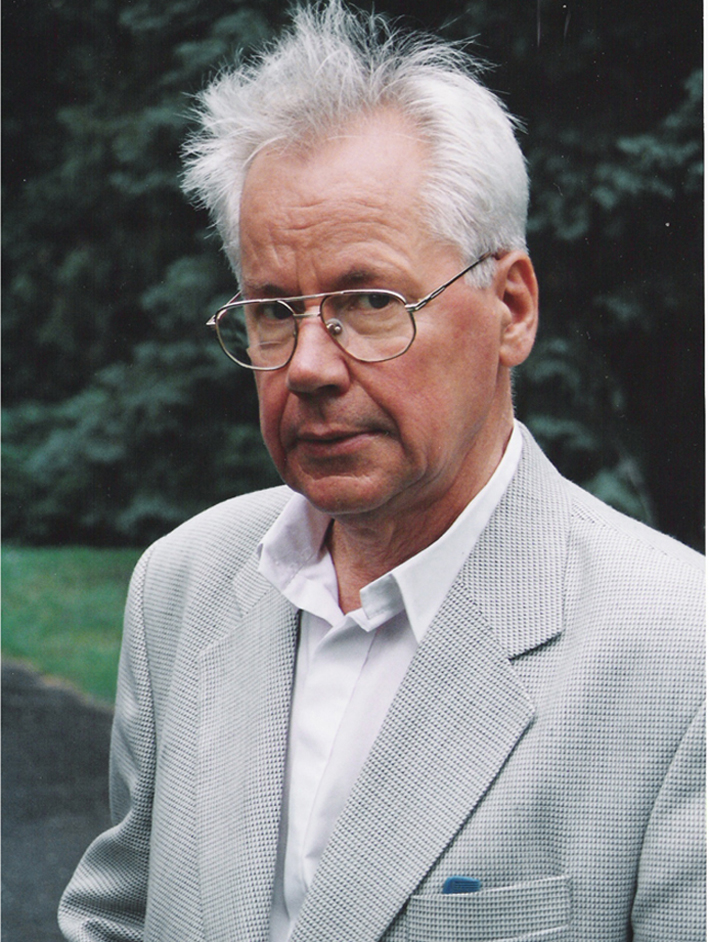
Jan Such, 2000 r.

## Wybrane publikacje
Jest autorem 9 monografii i około 250 artykułów naukowych. Ponadto napisał samodzielnie lub we współautorstwie około 25 podręczników i skryptów dla studentów i doktorantów. Wydał też około 25 naukowych prac zbiorowych, w których publikowali swoje artykuły przede wszystkim młodzi filozofowie.

### Książki
- O uniwersalności praw nauki. Studium metodologiczne, Wyd. Nauk. UAM, Poznań, 1968 (I wyd.); PWN, Warszawa 1972, s. 398 (II wyd.).
- Wstęp do metodologii ogólnej nauk, Wyd. Naukowe UAM, Poznań 1969 I wyd., s. 338; 1972 II wyd.
- Problemy weryfikacji wiedzy. Studium metodologiczne, PWN, Warszawa 1975, s. 405.
- Czy istnieje experimentum crucis? Problemy sprawdzania praw i teorii naukowych, PWN, Warszawa 1975, s. 563.
- Szkice o dialektyce, KiW, Warszawa 1986, s. 270.
- Rodzaje determinacji a rozwój nauki, Wyd. Nauk. UAM, Poznań 1992, s. 78.
- Dialektyczne wizje świata, PWN, Warszawa – Poznań 1992, s. 398.
- Filozofia kosmologii (współautorstwo: M. Szcześniak, A. Szczuciński), Wyd. Nauk. IF UAM, Poznań 1998, II wyd. 2000, s. 212.
- Multiformity of Science, Poznań Studies in the Philosophy of the Sciences and the Humanities, vol. 79, Amsterdam – Atlanta, GA 2004, s. 380.

### Artykuły naukowe
- O metodzie badania i poglądach filozoficznych Einsteina w związku ze szczególną teorią względności, „Zeszyty Naukowe UAM” nr 8, Wyd. Nauk. UAM, Poznań 1964, s. 61-124.
- Problem pewności w filozofii starożytnej i nowożytnej, w: red. J. Such, Problem pewności i jego postmodernistyczna dyskwalifikacja, Wyd. Naukowe IF UAM, Poznań 1993, s. 4-122.
- Czy możliwa jest hierarchia gatunków wiedzy ludzkiej?, w: red. A. Klawiter, L. Nowak, P. Przybysz, Umysł a rzeczywistość, „Poznańskie Studia z Filozofii Humanistyki” t. 5(18), Poznań 1999, s. 31-42.
- Teoria Wielkiego Wybuchu a problem wieczności świata, w: red. K. Łastowski, P. Zeidler, Tropami filozofii, Wyd. Humaniora, Poznań 2002, s. 9-14.
- Twórczość w nauce: odkrywanie czy konstruowanie, w: red. W. Krajewski i W. Strawiński, Odkrycie naukowe i inne zagadnienia współczesnej filozofii nauki, Wyd. Naukowe Semper, Warszawa 2003, s. 89-95.
- Szczypta sceptycyzmu co do zasadności pytania: „Dlaczego jest raczej coś niż nic?”, w: red. W. Krajewski, Nauka. Świat. Człowiek, Wyd. Uniw. Gdańskiego, Gdańsk 2005, s. 169 – 174.
- Syndromatyczny charakter wyzwań dla Polski (współautorstwo I. Sugalska), w: red. Z. Drozdowicz, Wyzwania dla Polski XXI wieku, Wyd. Humaniora, Poznań 2006, s. 29-37.
- Miejsce teorii względności w obszarze wiedzy ludzkiej, „Roczniki Filozoficzne”, Tom LIV, numer 2 – 2006, s. 219-229.
- Czy Europie grozi wybujały indywidualizm (współautorstwo: I. Sugalska), w: red. Z. Drozdowicz i M. Iwaszkiewicz, Europa Wspólnych wartości, t. 3, Wyd. Wyż. Szk. Umiej. Społ., Poznań 2006, s. 71-77.
- Czym jest grawitacja? Między materią a czasoprzestrzenią, w: red. A. Szczuciński, Wokół kwantów i grawitacji, „Poznańskie zeszyty filozofii fizyki”, nr 1, Wyd. Naukowe UAM, Poznań 2006, s. 33-40.
- Czy nauka jest w stanie rozwiązać zagadnienie pochodzenia Wszechświata, w: red K. Łastowski, P. Zeidler, Filozofia wobec nauki, człowieka i społeczeństwa, Wyd. Naukowe UAM, Poznań 2006, s. 32-39.
- The Role of Science and Technology in the Molding of the Information Society w: red. J. Such and J. Wiśniewski, Molding of the Society on Knowledge: role of Science, Technology and Education, Wyd. Naukowe UAM, Poznań 2007, s. 31-40.
- Europejski sen o potędze (współautorstwo: I. Sugalska), w: red. Z. Drozdowicz, M. Iwaszkiewicz, Dokąd zmierza Europa?, Wyd. „Bograf”, Poznań 2007, s. 7-21.
- Gra zwana nauką, „Przegląd Filozoficzny – Nowa Seria”, poświęcony pamięci prof. Władysława Krajewskiego, R. 16:2007, Nr 3 (63), s. 15-28.
- Scientific Law versus Historical Generalization. An Attempt ad an Explication, w: K. Brzechczyn (Ed.), Idealization XIII: Modeling in History (Poznań Studies in the Philosophy of the Sciences and the Humanities, volume 97), Rodopi, Amsterdam – New York, NY 2009, s. 337-350.
- Religia, Filozofia, Nauka. Trzy drogi dochodzenia do prawdy (współautorstwo: I. Sugalska), „Przegląd Religioznawczy”, nr 4, 2009, s. 47-55.
- Znaczenie dokonań Alberta Einsteina dla współczesnej filozofii, w: Z. Błaszczak i A. Szczuciński (red.), Wokół Einsteina. Dylematy filozofów i fizyków, Oficyna Wyd. Batik, Poznań 2009, s. 21-26.
- Wielowymiarowość przestrzeni a naukowy obraz świata, w: Z. Błaszczak, A. Szczuciński (red.), Wokół ewolucjonizmu. Dylematy biologów, filozofów i fizyków, Oficyna Wydawnicza Batik, Poznań 2010, s. 111-117 (duży format), [3 pkt].
- „Niepojęta skuteczność matematyki w naukach przyrodniczych” – tajemnica czy problem do rozstrzygnięcia, w: J. Grad, J. Sójka, A. Zaporowski (red.), Nauka – Kultura – Społeczeństwo, Wyd. Nauk. UAM, Poznań 2010, s. 71-78, [3pkt].
- W poszukiwaniu sensu, (współautorstwo: I. Sugalska), „Przegląd Religioznawczy”, nr 4(238), 2010, s. 109-121.
- Granice transplantacji a problem tożsamości osoby ludzkiej (współautorstwo: I. Sugalska), w: J. Such, J. Wiśniewski (red.), Z filozoficznych, etycznych i prawnych zagadnień transplantacji, Wyd. Naukowe UAM, Poznań 2011, s. 11-36.
- Czy można świat wyjaśnić samym światem? Między fizyką a metafizyką, „Poznańskie Studia z Filozofii Nauki”, Tom 23, nr 1 (2014), s. 13-30.
- Na czym polega piękno ogólnej teorii względności, „Studia Metodologiczne”, nr. 33, Poznań 2014, s. 45-62.